# Stazione di Livron
La stazione di Livron (in francese Gare de Livron) è una stazione ferroviaria posta lungo la ferrovia Parigi-Marsiglia e capolinea della ferrovia Livron–Aspres-sur-Buëch e della Livron-La Voulte.
Serve il comune di Livron-sur-Drôme, nel dipartimento della Drôme.

## Storia
Fu aperta al traffico il 29 giugno 1854 dalla Compagnie du chemin de fer de Lyon à la Méditerranée quando fu attivato il troncone tra Avignone e Valence. Divenne una stazione secondaria il 17 febbraio 1862, quando la linea Livron-Privas fu messa in servizio dalla Compagnie des chemins de fer de Paris à Lyon et à la Méditerranée (PLM).
Il 25 settembre 1871 divenne anche l'origine della diramazione Livron-Crest, prolungato a Die il 1º settembre 1885 e ad Aspres-sur-Buëch il 1º giugno 1894.

## Movimenti
La stazione è servita dai treni regionali TER Auvergne-Rhône-Alpes.